# Allauch
Allauch (in occitano Alau) è un comune francese di 18 889 abitanti situato nel dipartimento delle Bocche del Rodano della regione della Provenza-Alpi-Costa Azzurra.

## Geografia
Allauch è situato a 12 km a nord-est del centro di Marsiglia, a 10 km a nord-ovest di Aubagne e a 35 km a sud di Aix-en-Provence. È inserita nell'area metropolitana di Aix-Marsiglia e non presenta soluzione di continuità con il capoluogo, del quale è la naturale prosecuzione.

## Monumenti e luoghi d'interesse
- Chiesa di San Sebastiano

## Società

### Evoluzione demografica
Abitanti censiti

## Amministrazione

### Gemellaggi
- Vaterstetten[2]
- Vico Equense[3]
- Armavir[4]